# Família Cerqueira (Heráldica)
O brasão de armas da família Cerqueira foi oficialmente cunhado e registrado no dia 30 de março de 1530, como consta no Nobiliário de Famílias de Portugal, de Felgueiras Gaio.

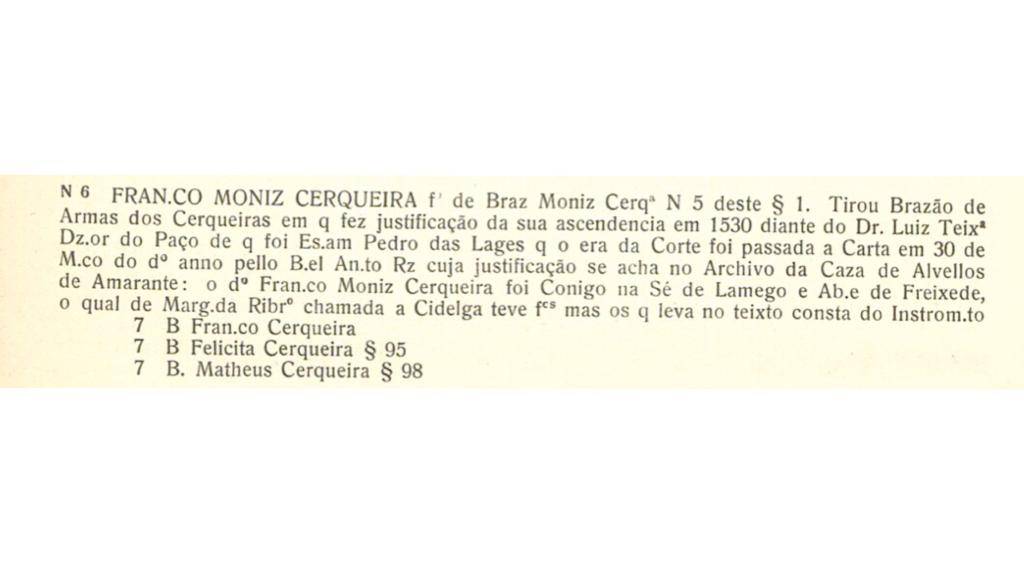
Nobiliário de Famílias de Portugal, de Felgueiras Gaio Tomo VII, p. 110

O brasão de armas é composto por um escudo português vermelho com um leão rampante com coleira em cor dourada.
No livro Tombo das armas dos reis e titulares e de todas as famílias nobres do reino de Portugal intitulado com o nome de tesouro de nobreza , temos uma das representações da heráldica dos Cerqueiras.

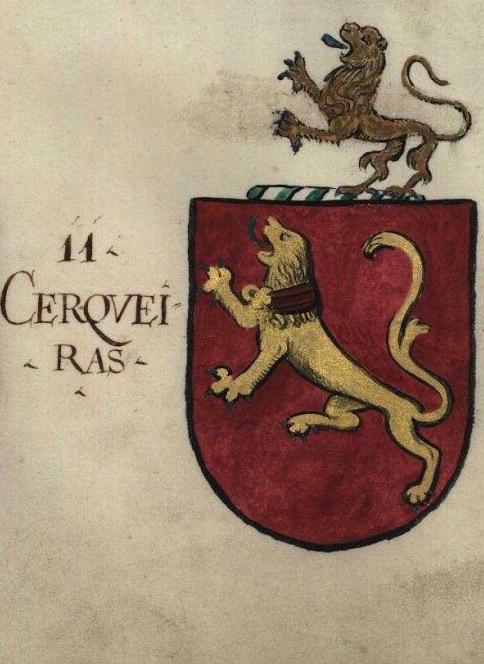
Heráldica Cerqueira

No Livro O regimento do Armeiro-Mor  temos registrado as armas dos reis e nobreza de Portugal do período de 1512 a 1765. Sendo ali também registrada a nobreza de armas da família.

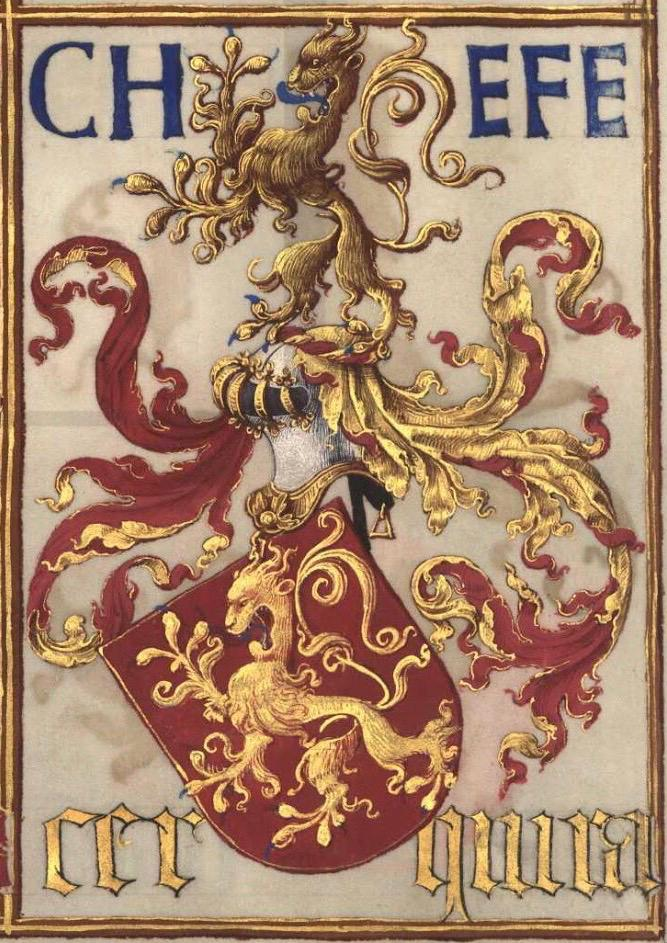
Heráldica Cerqueira

No Livro Tesouro Da Nobreza De Portugal temos o registro oficial do brasão de armas da família Cerqueira com a descrição heráldica documentada por escrito e por imagem. 

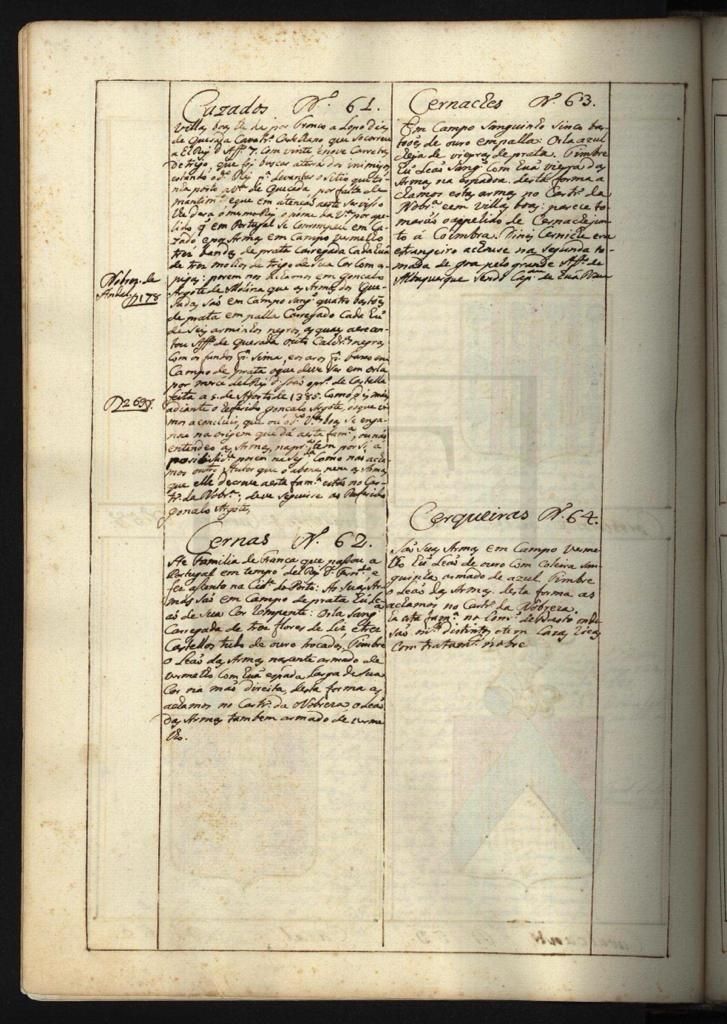
Descrição heráldica documentada por escrito (Cerqueira)

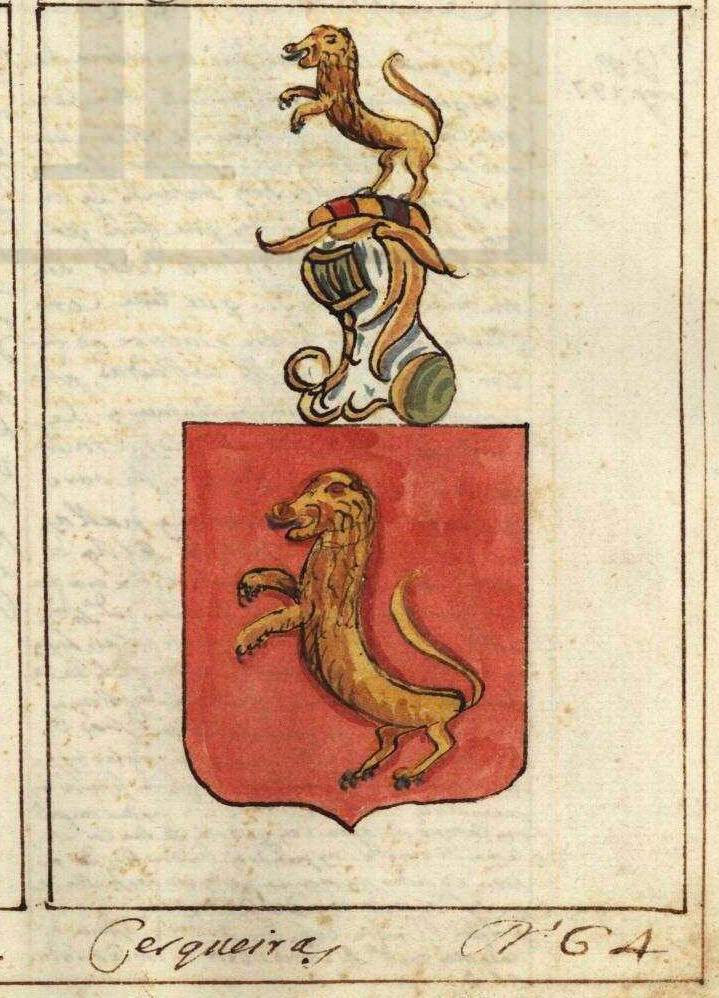
Descrição heráldica documentada imagem (Cerqueira)

O Livro do Armeiro-Mor é um manuscrito iluminado datado de 1509, durante o reino de D. Manuel I, décimo-quarto rei de Portugal. O códice é um armorial, isto é, uma coletânea de armas heráldicas, da autoria do Rei de Armas João do Cró. É considerado uma das obras-primas da iluminura conservadas em Portugal. Nesse livro também encontramos o escudo de armas da família no seu máximo esplendor.

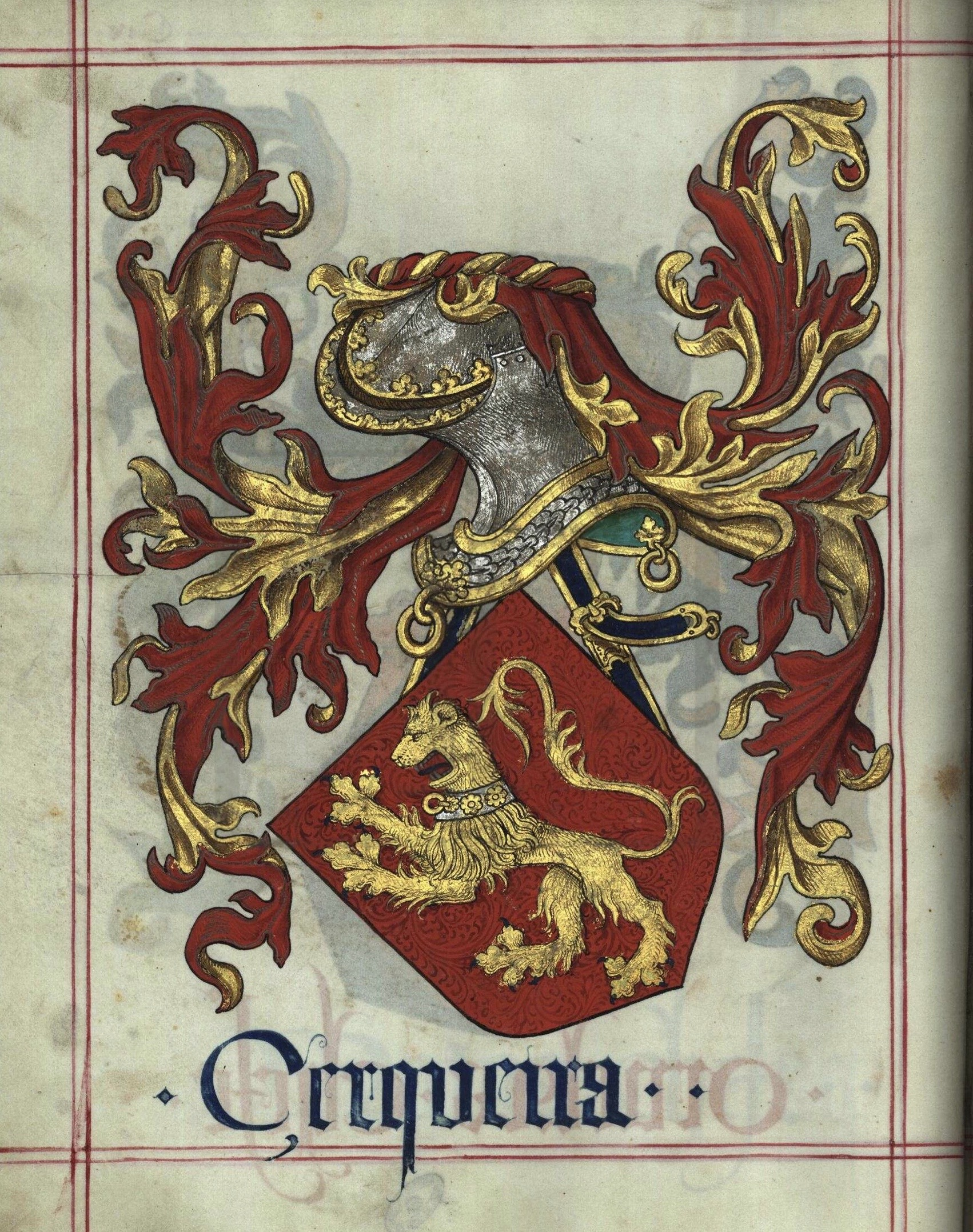
Escudo de Armas Familia Cerqueira

Encontramos confirmações e replicações do escudo dessa família provindas de muitas fontes modernas como por exemplo no livro Armorial Lusitano 

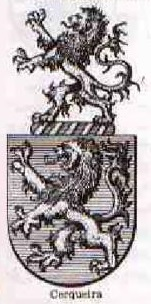
Cerqueira (Heráldica)